# زيوس (البرمجيات الخبيثة)
زيوس (Zeus) هو حزمة برمجيات خبيثة من نوع حصان طروادة تعمل على إصدارات نظام التشغيل مايكروسوفت ويندوز. غالبًا ما يُستخدم لسرقة المعلومات البنكية من خلال تسجيل ضغطات المفاتيح عبر المتصفح وجمع البيانات من النماذج الإلكترونية.
ينتشر زيوس بشكل رئيسي من خلال التحميلات غير المباشرة (Drive-by downloads) ورسائل التصيد الاحتيالي . تم التعرف عليه لأول مرة في يوليو 2007 عندما استُخدم لسرقة معلومات من وزارة النقل الأمريكية، ثم أصبح أكثر انتشارًا في مارس 2009.
في يونيو 2009، اكتشفت شركة الأمن السيبراني Prevx أن زيوس قد اخترق أكثر من 74,000 حساب FTP على مواقع إلكترونية تابعة لشركات مثل Bank of America، ناسا، Monster.com، ABC، أوراكل، Play.com، سيسكو، أمازون، وBusinessWeek.
ومثل البرمجية الخبيثة Koobface، استُخدم زيوس أيضًا لخداع ضحايا الاحتيال التقني، حيث تُعرض رسائل منبثقة تدّعي أن جهاز المستخدم مصاب بفيروس، بينما في الواقع قد لا يكون هناك أي فيروس. وقد يستخدم المحتالون برامج مثل موجه الأوامر (Command Prompt) أو عارض الأحداث (Event Viewer) لجعل المستخدم يعتقد أن جهازه مصاب.
. 

## Detection
يُعد فيروس Zeus من البرمجيات الخبيثة التي يصعب اكتشافها حتى باستخدام أحدث برامج الحماية، وذلك بسبب اعتماده على تقنيات تخفي متقدمة  يُرجّح أن هذا العامل كان السبب الأساسي في تحوّل برمجية Zeus الخبيثة إلى واحدة من أكبر شبكات البوت نت على الإنترنت، إذ قدّرت شركة Damballa أن البرنامج أصاب حوالي 3.6 مليون جهاز كمبيوتر في الولايات المتحدة خلال عام 2009  يوصي خبراء الأمن الشركات بالاستمرار في تدريب الموظفين على تجنب النقر على الروابط الضارة أو المشبوهة في رسائل البريد الإلكتروني أو على مواقع الإنترنت، بالإضافة إلى أهمية إبقاء برامج مكافحة الفيروسات محدثة. ومع ذلك، لا تزعم هذه البرامج قدرتها الكاملة على منع جميع أنواع العدوى؛ فعلى سبيل المثال، تشير خدمة حماية المتصفح التابعة لشركة Symantec إلى أنها تستطيع التصدي "لبعض محاولات العدوى" فقط. 

## الكشف
يُعد فيروس Zeus من البرمجيات الخبيثة التي يصعب اكتشافها حتى باستخدام أحدث برامج الحماية، وذلك بسبب اعتماده على تقنيات تخفي متقدمة  يُرجّح أن هذا العامل كان السبب الأساسي في تحوّل برمجية Zeus الخبيثة إلى واحدة من أكبر شبكات البوت نت على الإنترنت، إذ قدّرت شركة Damballa أن البرنامج أصاب حوالي 3.6 مليون جهاز كمبيوتر في الولايات المتحدة خلال عام 2009  يوصي خبراء الأمن الشركات بالاستمرار في تدريب الموظفين على تجنب النقر على الروابط الضارة أو المشبوهة في رسائل البريد الإلكتروني أو على مواقع الإنترنت، بالإضافة إلى أهمية إبقاء برامج مكافحة الفيروسات محدثة. ومع ذلك، لا تزعم هذه البرامج قدرتها الكاملة على منع جميع أنواع العدوى؛ فعلى سبيل المثال، تشير خدمة حماية المتصفح التابعة لشركة Symantec إلى أنها تستطيع التصدي "لبعض محاولات العدوى" فقط. 
يُعد فيروس Zeus من البرمجيات الخبيثة التي يصعب اكتشافها حتى باستخدام أحدث برامج الحماية، وذلك بسبب اعتماده على تقنيات تخفي متقدمة يُرجّح أن هذا العامل كان السبب الأساسي في تحوّل برمجية Zeus الخبيثة إلى واحدة من أكبر شبكات البوت نت على الإنترنت، إذ قدّرت شركة Damballa أن البرنامج أصاب حوالي 3.6 مليون جهاز كمبيوتر في الولايات المتحدة خلال عام 2009  يوصي خبراء الأمن الشركات بالاستمرار في تدريب الموظفين على تجنب النقر على الروابط الضارة أو المشبوهة في رسائل البريد الإلكتروني أو على مواقع الإنترنت، بالإضافة إلى أهمية إبقاء برامج مكافحة الفيروسات محدثة. ومع ذلك، لا تزعم هذه البرامج قدرتها الكاملة على منع جميع أنواع العدوى؛ فعلى سبيل المثال، تشير خدمة حماية المتصفح التابعة لشركة Symantec إلى أنها تستطيع التصدي "لبعض محاولات العدوى" فقط. 
1. 1 2 3  "ZeuS Banking Trojan Report". Dell SecuWorks. 10 مارس 2010. اطلع عليه بتاريخ 2016-03-02.
2. 1 2  "The Hunt for the Financial Industry's Most-Wanted Hacker". Bloomberg. Bloomberg Business. 18 يونيو 2015. مؤرشف من الأصل في 2023-12-10. اطلع عليه بتاريخ 2016-03-02.
3. 1 2 3  "Trojan.Zbot". Symantec. مؤرشف من الأصل في 2010-01-30. اطلع عليه بتاريخ 2010-02-19.
4. ↑  "The Hunt for the Financial Industry's Most-Wanted Hacker". Bloomberg. Bloomberg Business. 18 يونيو 2015. مؤرشف من الأصل في 2024-09-30. اطلع عليه بتاريخ 2016-03-02.